# 哈拉布拉河
哈拉布拉河，位于中华人民共和国新疆维吾尔自治区塔城地区裕民县北部的一条河流，属于额敏河支流。河名为哈萨克语，指历史上当地人采用芦苇、芨芨草、石块等材料在河中压坝引水的行为。河流发源于巴尔鲁克山北坡，自源头先向西北流7千米，左纳支流别斯萨拉河后转向正北流，过阿舒达斯河汇合口下游附近的哈拉布拉水文站后穿越10千米的狭长峡谷，注入位于峡谷出口处的哈拉布拉水库。水库下游约7.5千米处建有哈拉布拉渠首，分东、西干渠，西干渠经裕民县城，灌溉哈拉布拉乡、新疆生产建设兵团第九师一六一团灌区；东干渠供新地乡用水。河流从2000年起已无水注入额敏河。哈拉布拉水文站以上河长25千米，集水面积356平方千米，年均径流量约0.5亿立方米。